# Livio Isotti
Livio Isotti   (Pesaro, 27 de juny de 1927 - Hamilton, 19 de setembre de 1999) va ser un ciclista italià que fou professional entre 1950 i 1955.
Destacà com a gregari de Fiorenzo Magni, aconseguint 9 victòries, entre les quals destaca una etapa del Tour de França.

## Palmarès
Palmarès de Livio Isotti.
- 1949
  - 1r al Giro de Puglia i Lucania i vencedor de 2 etapes
- 1950
  - 1r al Giro de Romanya
- 1952
  - 1r al Gran Premi Ceramisti - Ponzano Magra
  - Vencedor d'una etapa a la Volta a Castella
- 1953
  - Vencedor d'una etapa al Tour de França
  - Vencedor d'una etapa al Giro de Sicília
- 1954
  - Vencedor d'una etapa al Giro de Sicília

### Resultats al Giro d'Itàlia
- 1952. 20è de la classificació general
- 1953. 40è de la classificació general

### Resultats al Tour de França
- 1953. 42è de la classificació general. Vencedor d'una etapa